# حمدي البكاري
حمدي البكاري صحفي يمني من محافظة تعز ومراسل لدى قناة الجزيرة في اليمن.

## مولده
ولد في عزلة بني بكاري بمديرية جبل حبشي (جبل ذَخِرْ اسمه التاريخي) في محافظة تعز.

## تعليمه
تلقى تعليمه في القرية بمدرسة النور بني بكاري - جبل حبشي حتى الصف الثاني الثانوي ثم انتقل إلى مدينة تعز ليكمل دراسته الثانوية في ثانوية تعز الكبرى وأدى خدمة التدريس الإلزامي في مدرسة النور في قريته بعدها التحق بجامعة صنعاء كلية الإعلام وحصل على بكالوريوس الإعلام بتقدير جيد جداً مع مرتبة الشرف 1997م.

## الدورات التدريبية
تلقى عدة دورات تدريبة بين (2001 - 2013م) في مجالات التحرير الصحفي وتدريب الصحفيين ووسائل الإعلام الجديد (صحافة أون لاين على الإنترنت) وكذلك في الصحافة الاستقصائية والإنتاج الميداني للأخبار والصحافة التلفزيونية والمراسل التلفزيوني والسلامة المهنية في تغطية مناطق الصراعات والحروب.

## نبذه
التحق بعد الدراسة الجامعية بصحيفة الوحدوي اليمنية التابعة للتنظيم الوحدوي الشعبي الناصري فعمل فيها محررا في الاخبار والتحقيقات حتى 2002م ثم مديراً للتحرير في نفس الصحيفة حتى عام 2005م ليصبح نائباً لرئيس تحرير صحيفة الوحدوي للفترة من فبراير حتى أغسطس 2005 م وأدار لفترة خلال عمله في الوحدوي موقع الوحدوي نت، كما عمل لفترة قصيرة محرر أخبار في وكالة الأنباء اليمنية (سبأ) خلال عام 2003م وكذلك كان مراسلاً في اليمن لمجلة الشروق الإماراتية بين عامي 2005- 2006م وكان أيضا مراسلاً في اليمن لإذاعة العربية إف إم التابعة لشبكة الإذاعة العربية/دبي قبل ان ينضم نهاية 2006م إلى مكتب قناة الجزيرة في اليمن ليعمل منتجاً للأخبار والمقابلات في قناتي الجزيرة والجزيرة مباشر ثم أصبح منذ 2010 م مراسلاً لقناة الجزيرة في اليمن وشارك في تغطية أحداث الثورة اليمنية التي انطلقت في الحادي عشر من فبراير 2011م حيث بعثته القناة إلى مدينة تعز وظل هناك مراسلا قرابة العام غطى فيها الاحتجاجات الشعبية وفعاليات الثورة بما فيها فترات العنف التي شهدتها المدينة كما شارك في تغطيات تتعلق بالحراك الجنوبي وتنظيم القاعدة ومؤتمر الحوار الوطني والصراعات المسلحة بين الحوثيين والسلفيين. وقام بتغطيات للاحداث في عدة مناطق ساخنة عرقت جانبا من التوتر والصراع في اليمن وظهرت له على القناة مقابلات حية وتقارير تلفزيونية من صنعاءوتعز وعدن وحضرموت وعمران وحرض في غرب صعدة ومأرب والحديدة وإب وجزيرة سقطرى ومناطق يمنية أخرى.ودرب ويدرب حمدي البكاري في اليمن في مجالات تحرير الأخبار والتحقيق الصحفي والقصة الإنسانية والصحافة الاستقصائية وأخلاقيات مهنة الصحافة وانتخب حمدي البكاري بأغلبية من قبل الصحفيين في النقابة عضواً في مجلس نقابة الصحافيين اليمنيين لدورتين متتاليتين خلال مؤتمري النقابة المنعقدين في 2004م و2009م كما شارك في عدة مؤتمرات وورش عمل تتعلق بشؤون الصحافة في كل من القاهرة ودبي وعمّان والدار البيضاء وبيروت.
وهو عضو في اتحاد الصحفيين العرب والاتحاد الدولي للصحفيين.

## تكريم
في احتفالية قناة الجزيرة بذكرى تأسيسها التاسع عشر 1 نوفمبر 2015 كرمت القناة مراسلها في اليمن حمدي البكاري وقال ياسر أبو هلالة مدير القناة في كلمته «وعندما غادر الجميع من عدن عاد إليها حمدي البكاري، وظل مع أهلها تحت الحصار والقصف». وأضاف «بعد أن هدأت عدن، انتقل إلى تعز ينقل أنات أطفالها من القصف والجوع وحمى الضنك، ونحن نحتفل هنا ببطولته وصموده وصحبه.. خصوصاً ممن لا يظهرون على الشاشة».

## وصلات خارجية
موقع يوتيوب